# J-SH02
J-SH02（ジェイ エスエイチ ゼロニ）は、シャープが開発した、J-フォンによる第二世代携帯電話端末製品。

## 概要
J-フォンとしては初となるカラー液晶搭載機種でかつ初のJ-スカイ対応機種である。

## 歴史
- 1999年11月1日 - J-フォンより発表。
- 1999年12月10日 - 発売開始。